# Marta Kwiatkowska
Marta Zofia Kwiatkowska (ur. 26 lutego 1957 w Gorlicach) – polska informatyk teoretyczna, działająca w Wielkiej Brytanii. W 2007 roku została pierwszą kobietą profesor wydziału nauk komputerowych Uniwersytetu Oksfordzkiego.

## Życiorys
Urodziła się w Gorlicach jako dziecko Jana i Teresy Kwiatkowskich. Po obronie pracy magisterskiej w 1980 roku na Uniwersytecie Jagiellońskim rozpoczęła pracę na uczelni jako adiunkt, na którym to stanowisku pozostawała do 1988. Równocześnie, w 1984 rozpoczęła doktorat na Uniwersytecie w Leicester, który obroniła w 1989 roku, po czym pozostała wykładowczynią uczelni do 1994 roku. W latach 1994 do 2007 była zatrudniona jako wykładowczyni Uniwersytetu w Birmingham, na którym w 2001 uzyskała tytuł profesora.
W 2007 roku została pierwszą kobietą profesor wydziału nauk komputerowych Uniwersytetu Oksfordzkiego, przyjmując pozycję fellow w Trinity College. 
W swoich badaniach Kwiatkowska skupia się na metodach modelowania i analizy w skomplikowanych układach, występujących w sieciach komputerowych oraz urządzeniach elektronicznych, ale także w organizmach biologicznych. 

## Osiągnięcia
- Członkini Royal Society (FRS), 2019[4]
- Lovelace Medal, 2019[5]
- Milner Award (jako pierwsza kobieta), 2018[6]
- Członkini European Association for Theoretical Computer Science, 2017[7]

Marta Kwiatkowska została ponadto wyróżniona tytułem doktor honoris causa KTH Królewskiego Instytutu Technicznego w Sztokholmie; przynależy również do Polskiego Towarzystwa Naukowego na Obczyźnie.

## Życie prywatne
W 1990 roku wyszła za mąż za Paula Warrena, z którym ma jedną córkę. 